# Robert Szopiński
Robert Wojciech Szopiński (ur. 15 lutego 1961 w Nowym Targu) – polski hokeista, olimpijczyk, obecnie trener.

## Kariera zawodnicza
- Podhale Nowy Targ (1980–1991)
- Girondins de Bordeaux (1991–1992)
- Cherbourg HC (1993–2000)

Po zakończeniu czynnej kariery zawodniczej został zawodnikiem TS Old Boys Podhale, w 2014 zdobył z drużyną złoty medal mistrzostw Polski oldboyów.
Robert Szopiński w reprezentacji Polski rozegrał 127 spotkań strzelając 8 goli. Brał udział w Igrzyskach Olimpijskich w 1984, 1988 i 1992 roku i w siedmiu turniejach o Mistrzostwo Świata (1983, 1985, 1986, 1987, 1989, 1990 i 1991).
Po wygraniu przez Polskę turnieju mistrzostw świata Grupy B w 1985 i uzyskanym awansie do Grupy A został odznaczony Brązowym Medalem za Wybitne Osiągnięcia Sportowe.

## Sukcesy
Reprezentacyjne
- Awans do Grupy A mistrzostw świata: 1985, 1987, 1991

Klubowe
- Złoty medal mistrzostw Polski: 1987 z Podhalem Nowy Targ

## Kariera trenerska
Robert Szopiński szlify trenerskie brał w Cherbourg HC, gdzie był grającym trenerem. W sezonie 2001/2002 przez 10 spotkań prowadził Podhale Nowy Targ. Obecnie jest trenerem grup młodzieżowych w Podhalu oraz nauczycielem WF-u w jednym z nowotarskich gimnazjum. W sezonie II ligi 2016/2017 został trenerem drużyny Gazda Nowy Targ.